# Gråben och Hjulben
Gråben (Wile E. Coyote) och Hjulben (Road Runner) är två fiktiva djur som lever i Nordamerikas öken i en serie animerade kortfilmer, merparten av dem regisserade av Chuck Jones. Hjulben är en tuppgök med mycket långa ben, som springer snabbare än tåget. Gråben är en brun prärievarg vars enda mål i livet är att fånga och äta Hjulben men det är alltid han som drar kortaste strået.
Filmerna om Hjulben och Gråben bygger på samma tema som Tom och Jerry-filmerna. Ett av de viktigaste temana i filmerna är de konstiga saker Gråben använder i sin jakt. Företaget som Gråben beställer saker från heter ACME och har allt från jetskor till fladdermusdräkter. 
Den allra första filmen med Hjulben och Gråben kom 1949 och hette Fast and Furry-ous. I den var bakgrunderna mycket enkla, men i de senare filmerna blev de alltmer detaljerade. Förutom fågeljakt har Gråben spelat andra roller bland annat hemlig agent och fåraherde. Filmen Beep Prepared från 1961 blev nominerad till en Oscar för bästa animerade kortfilm. Efter Chuck Jones död 2002 gjordes det några moderna filmer men man behöll jakttemat. 
I de flesta filmerna talar inte Gråben utan hans repliker står på skyltar han håller upp, men i ett fåtal filmer, bland annat Operation: Rabbit från 1952 gjordes hans röst av Mel Blanc. Detta är även en av de tre filmer där Gråben försöker fånga Snurre Sprätt - men det går lika dåligt som när han försöker fånga Hjulben. Gråben har också samarbetat med katten Sylvester. I vissa filmer använder Gråben öronen för att kommunicera: Ligger de rakt ner är han rädd, står de rakt upp är han arg.
Gråben & Hjulben fanns även som tidningsserie, skapad av bl.a. Pete Alvarado och Phil de Lara. I en svensk översättning kallas serien för "Beppy Skrangelben", vilket är ett annat namn på Hjulben, vars karaktäristiska läte stavas "bepp bepp" i pratbubblorna. Han har dessutom sällskap i denna version av tre tuppgöksungar (Skrangelbenen). Gråben kallas Ville Varg i vissa svenska översättningar.  Serien skilde sig lite från de animerade filmerna, till exempel kunde Hjulben prata - alltid i form av rimmade verser - och hade tre söner. I Sverige förekom dessa serier under 1960-, 70- och 80-talen i serietidningarna "Daffy" och "Snurre Skutt". 
Gråben och Hjulben dyker även upp i filmerna Looney Tunes: Back in Action, Space Jam och Vem satte dit Roger Rabbit även om den sistnämnda filmen utspelar sig 1947, trots att Gråben och Hjulben skapades 1948.